# Aquostic II: That's a Fact
Albums de Status Quo
Aquostic - Stripped Bare
(2014) Backbone
(2019)
Singles
1. That's a Fact (promo)
Sortie : septembre 2019
2. Hold You Back (promo)
Sortie : novembre 2019

Aquostic II - That's a Fact est le trente-deuxième album studio du groupe de rock britannique, Status Quo. Il est sorti le 21 octobre 2016 sur le label Fourth Cord Records et est produit par Mike Paxman.

## Hisorique
Comme l'album précédent, Aquostic - Stripped Bare cet album est entièrement enregistré en acoustique. Il fut enregistré dans le studios ARSIS, propriété de Francis Rossi. Il est aussi le dernier album avec le membre fondateur et fidèle guitariste rythmique et chanteur, Rick Parfitt. Ce-dernier, après de multiples problèmes cardiaques, décida d'arrêter les tournées en septembre 2016, il décèdera à Marbella en Espagne, le 24 décembre 2016. Le groupe avait entre-temps décidé de ne plus faire de concerts en "électrique" et se concentrer sur la version acoustique de ses plus grand  succès. Rick Parfitt sera remplacé par Richie Malone, un guitariste irlandais né en 1986 qui avait déjà assuré l'intérim sur la tournée Last Night of the Electrics.
Comme pour l'album précédent, le groupe fait appel à des musiciens pour peaufiner les nouveaux arrangements des titres. Parmi eux on trouve une section de cordes, un accordéoniste (Geraint Watkins), un percussionniste (Martin Ditcham) et des choristes. La plupart d'entre-eux figurait déjà sur Aquostic - Stripped Bare. L'album contient deux titres inédits (One for the Road,One of Everything), trois sur la version Deluxe (+ Is Someone Rocking Your Heart?).
L'album atteindra la 7e place des charts britanniques, mais aura aussi de succès en Écosse (# 6), en Allemagne (# 26) et en Suisse (# 13). Les deux single That's a Fact et Hold You Back sortiront uniquement en version numérique et serviront pour la promotion de l'album dans les stations de radio.

## Liste des titres
| No  | Titre                   | Auteur                                                   | De l’album                                                     | Durée |
| --- | ----------------------- | -------------------------------------------------------- | -------------------------------------------------------------- | ----- |
| 1.  | That's a Fact           | Francis Rossi, Bob Young                                 | Blue for You (1976)                                            | 3:34  |
| 2.  | Roll Over Lay Down      | Rossi, Rick Parfitt, Alan Lancaster, John Coghlan, Young | Hello! (1973)                                                  | 4:28  |
| 3.  | Dear John               | John Gustason, Jackie McAuley                            | 1+9+8+2 (1982)                                                 | 3:28  |
| 4.  | In the Army Now         | Bolland & Bolland                                        | In the Army Now (1986)                                         | 4:02  |
| 5.  | Hold You Back           | Rossi, Parfitt, Young                                    | Rockin' All Over the World (1977)                              | 4:09  |
| 6.  | One for the Road        | Andy Bown                                                | Titre inédit                                                   | 3:32  |
| 7.  | Backwater               | Parfitt, Lancaster                                       | Quo (1974)                                                     | 4:52  |
| 8.  | One of Everything       | Bown                                                     | Titre inédit                                                   | 3:32  |
| 9.  | Belavista Man           | John David                                               | The Party Ain't Over Yet (2005)                                | 3:51  |
| 10. | Lover of the Human Race | Rossi, Bown                                              | Thirsty Work (1994)                                            | 3:43  |
| 11. | Ice in the Sun          | Marty Wilde, Ronnie Scott                                | Picturesque Matchstickable Messages from the Status Quo (1968) | 2:20  |
| 12. | A Mess of Blues         | Mort Shuman, Doc Pomus                                   | Back to Back (1983)                                            | 2:32  |
| 13. | Jam Side Down           | Terry Britten, Charlie Dore                              | Heavy Traffic (2002)                                           | 3:12  |
| 14. | Resurrection            | Parfitt, Bown                                            | 1+9+8+2 (1982)                                                 | 3:10  |

### Titres bonus de l'édition Deluxe
| No  | Titre                          | Auteur                 | De l’album                        | Durée |
| --- | ------------------------------ | ---------------------- | --------------------------------- | ----- |
| 15. | Lies                           | Rossi, Bernie Frost    | Just Supposin' (1980)             | 2:50  |
| 16. | Little Dreamer                 | Rossi, Frost           | Perfect Remedy (1989)             |       |
| 17. | Living on an Island            | Parfitt, Young         | Whatever You Want (1979)          | 3:08  |
| 18. | Is Someone Rocking Your Heart? | Rossi, Young           | Titre Inédit                      | 3:38  |
| 19. | Rockers Rollin'                | Parfitt, Jackie Lynton | Rockin' All Over the World (1977) | 3:36  |

## Musiciens
Status Quo
- Francis Rossi: chant, guitare acoustique
- Rick Parfitt: guitare acoustique, chant
- Andy Bown: guitare acoustique, mandoline, harmonica, piano, chœurs
- John Edwards: basse, guitare acoustique, chœurs
- Leon Cave: batterie, guitare acoustique, chœurs

Musiciens additionnels
- Geraint Watkins: accordéon
- Martin Ditcham: percussions
- Amy Smith & Hannah Rickard:  chœurs
- Lucy Wilkins, Howard Gott, Nicky Sweeney, Alison Dods, Rick Koster, Hannah Rickard: violon
- Sophie Sirota: viola
- Sarah Willson: violoncelle
- Richard Benbow: arrangement des cordes

## Charts
| Pays                          | Durée du classement | Meilleur classement | Date            |
| ----------------------------- | ------------------- | ------------------- | --------------- |
| Allemagne (GfK Entertainment) | 2 semaines          | 26e                 | 28 octobre 2016 |
| Autriche (Ö3 Austria Top 40)  | 1 semaine           | 37e                 | 4 novembre 2016 |
| Belgique (V) (Ultratop)       | 2 semaines          | 92e                 | 29 octobre 2016 |
| Belgique (W) (Ultratop)       | 3 semaines          | 110e                | 5 novembre 2016 |
| Écosse (Scottish Album Chart) | 6 semaines          | 6e                  | 28 octobre 2016 |
| Pays-Bas (MegaCharts)         | 1 semaine           | 50e                 | 29 octobre 2016 |
| Royaume-Uni (UK Albums Chart) | 5 semaines          | 7e                  | 28 octobre 2016 |
| Suisse (Schweizer Hitparade)  | 3 semaines          | 13e                 | 30 octobre 2016 |